# Agasia d'Arcadia
Agasia d'Arcadia (in greco antico: Ἀγασίας?, Agasias; Stinfalo, V secolo a.C. – ...) è stato un atleta greco antico.

## Biografia
Nato a Stinfalo, in Arcadia , durante la sua giovinezza ottenne una vittoria nelle Olimpiadi e assunse Pindaro per scrivere un canto in suo onore. Fu, inoltre, conoscente di Ierone di Siracusa.
Agasia, frequentemente menzionato da Senofonte, che lo definisce coraggioso e un attivo ufficiale nell'esercito dei Diecimila, fu ucciso mentre combatteva contro Asidate.